# Arte de variedad chino

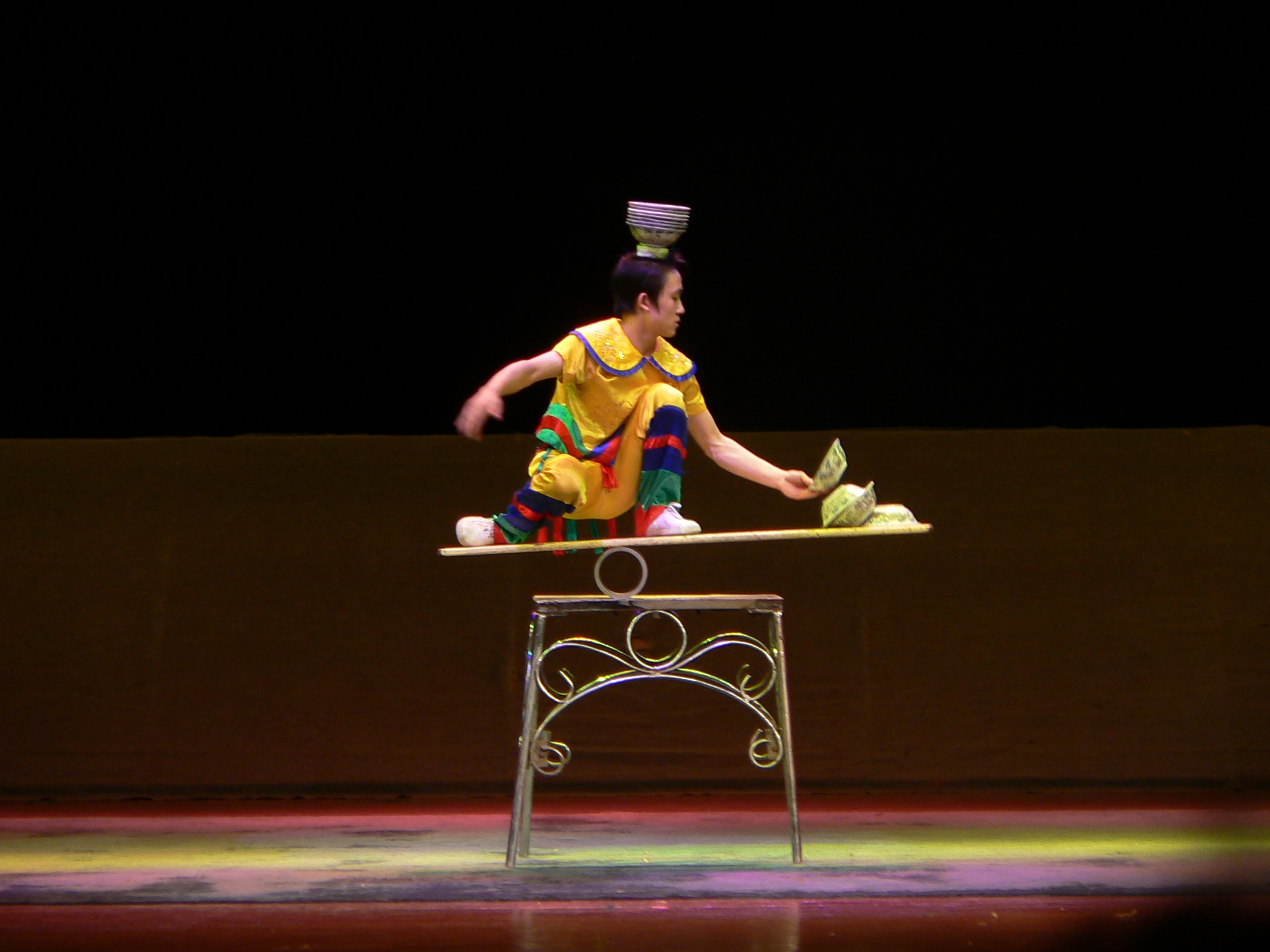
Acto de equilibrio en el circo chino

El arte de variedad china (雜技藝術) es el nombre que se le otorga al conjunto de representaciones que incluyen un amplio rango de actos de acrobacia, de equilibrio y otros espectáculos interpretados por una troupe que modela los atuendos típicos chinos. Este arte aún se practica hoy en día.

## El circo vs el arte de variedad
Muchos idiomas como el inglés han utilizado el término "circo chino" para describir a las artes de variedad chinas. Sin embargo, aunque muchas de estas exhibiciones son similares entre sí, cuentan con grandes diferencias. Ciertos elementos como los payasos y el uso de animales exóticos son característicos del estilo oeste de China, mientras que entre los elementos correspondientes al este encontramos a los monjes Shaolin, personajes de la ópera de Peking y el Sun Wukong.

## Historia

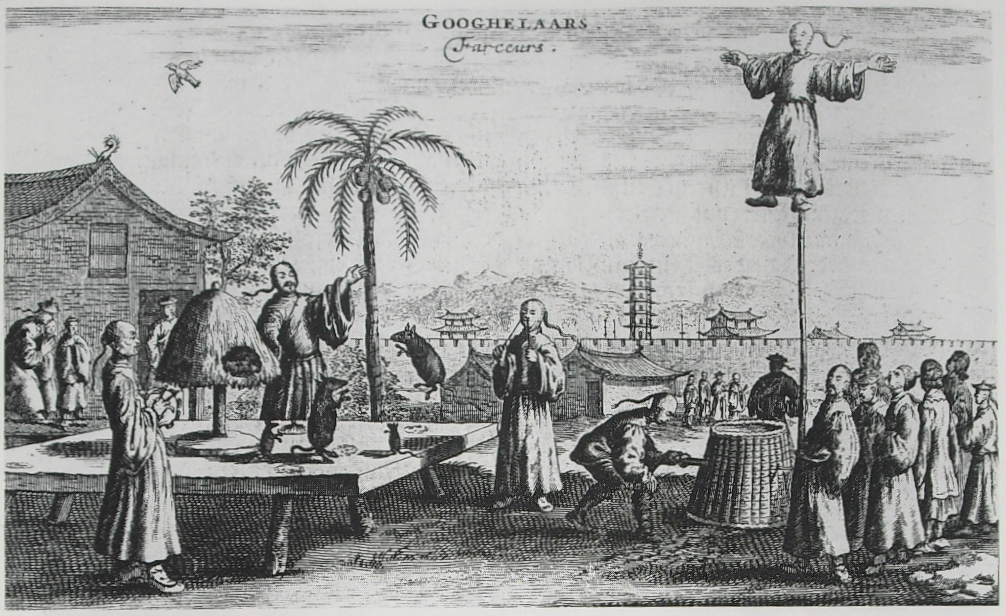
Intérpretes chinos vistos por Johan Nieuhof en 1655-57

Los orígenes de las artes de representación china han quedado perdidos en la historia. Sin embargo, se conoce que son tan remotos como la Dinastía Qin (221-207BC). Durante el reinado de esta dinastía, el drama Jiaodi fue muy popular y consistía en una gran variedad de actos como la lucha, representaciones musicales, danza, artes marciales, malabares y exhibiciones con caballos. 
En la dinastía del este Han, el estudiante Zhang Heng fue uno de los primeros en describir las acrobacias chinas que se realizaban en los palacios reales, esto lo expuso en su escrito "Oda a la capital oeste " (西京賦).  Entre los eventos descritos se encuentran: “El viejo Huang del mar orienta" (東海黃公), "El dragón danzante y pescador" (魚龍蔓衍) y "La asamblea de inmortales"   (總會仙倡). Además, se llevó a cabo un gran espectáculo acrobático solicitado por el emperador Wu Han en el año 108 a. C. en honor a los invitados extranjeros  que alojaba el palacio en esa época. Posteriormente, tomaron un carácter más complejo  y durante la dinastía Tang (618-907 d. C.) estas artes fueron muy populares en la corte del emperador y su fama se extendió a toda la nobleza. Gracias a este nuevo estatus y al incremento de ingresos, los actos se hicieron mucho más refinados. Eventualmente, estas funciones perdieron el apoyo de la corte imperial, por lo que regresaron a ser de naturaleza popular y la mayoría de los intérpretes realizaban sus actos en las calles. Al final de la dinastía Ming (1368-1644), los intérpretes nuevamente dejaron de trabajar en la calle para exhibirse en los escenarios. Cerca del término de la dinastía Qing (1644-1911), estas artes retomaron popularidad en la corte imperial y ha permanecido de esta forma hasta la actualidad.
Desde la fundación de la República Popular de China en 1949, este tipo de arte ganó una nueva forma de respetabilidad. Las troupes  fueron establecidas en teatros especializados en provincias, regiones autónomas y municipios. Algunas troupes se han convertido famosas a nivel mundialy realizan demostraciones en giras internacionales. 
No obstante, fue hasta la década de los noventa cuando esta forma de arte fue organizada como un tema independiente y completo para un espectáculo. Específicamente, el espectáculo de 1994 titulado "El viento dorado del sureste" (金色西南風) fue el que condujo al éxito la integración de las artes de variedad como un todo.

## Representaciones

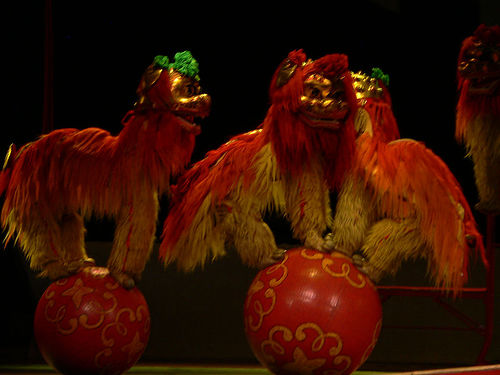
Acróbatas con trajes de león balanceándose en una pelota. En cada traje hay dos intérpretes.

A continuación se enlistan una serie de representaciones que se exhiben en los espectáculos de las artes de variedad. Algunas de ellas son estándar, mientras otras tienen una esencia más regional, sin embargo, la innovación es constante en ambos casos.
- La danza de león sobre esferas.
- Caminata sobre la cuerda floja.
- Acrobacias de contorsión.
- Actos de equlibiro con el yoyo chino.
- Monjes Shaolin resistiendo proyectiles.
- Demostraciones extremas de Kung Fu.
- Balance de platos.
- Lanzamiento de fuego por la boca.

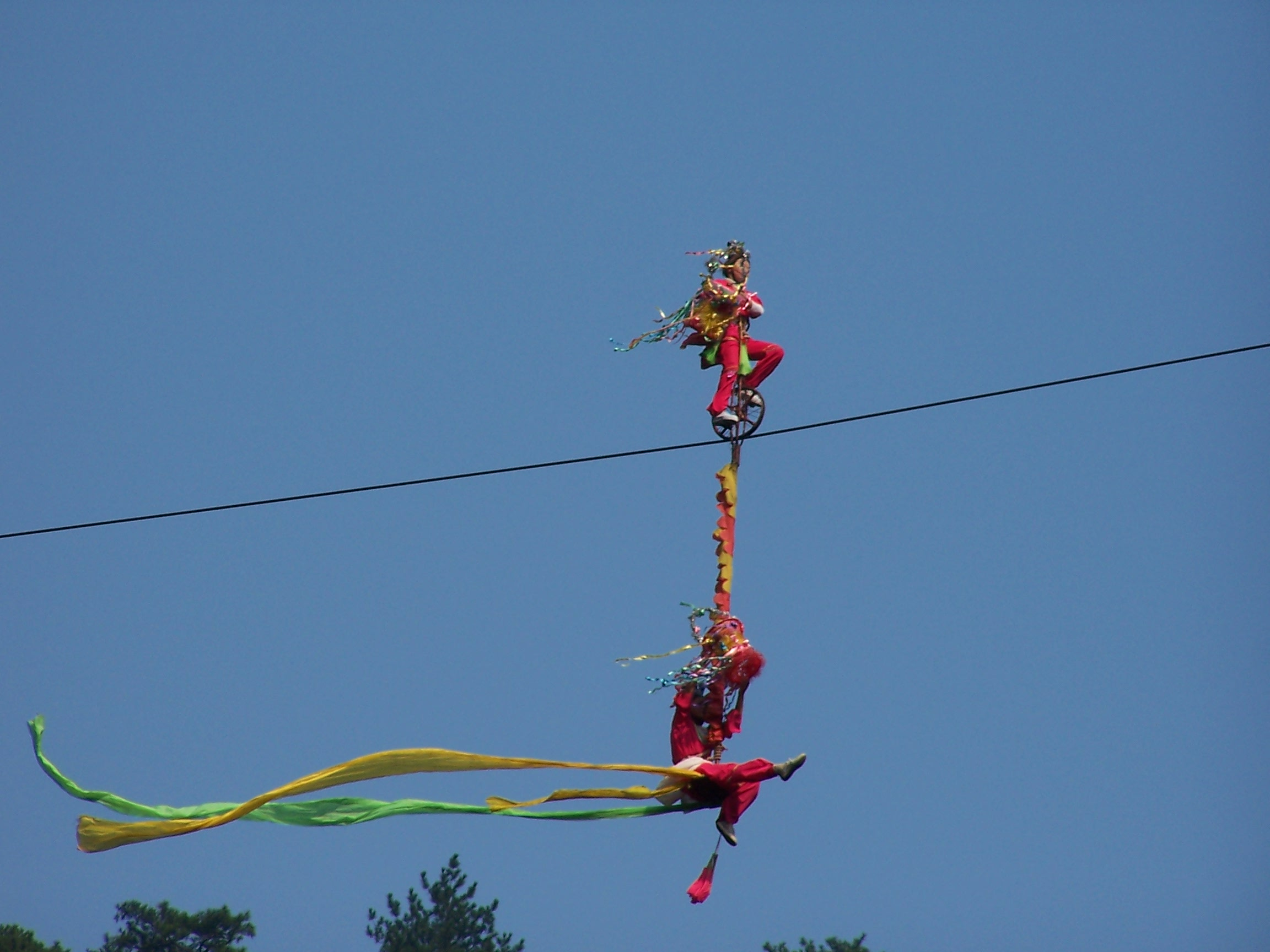
Acróbatas en cable de altura en Huang Shan
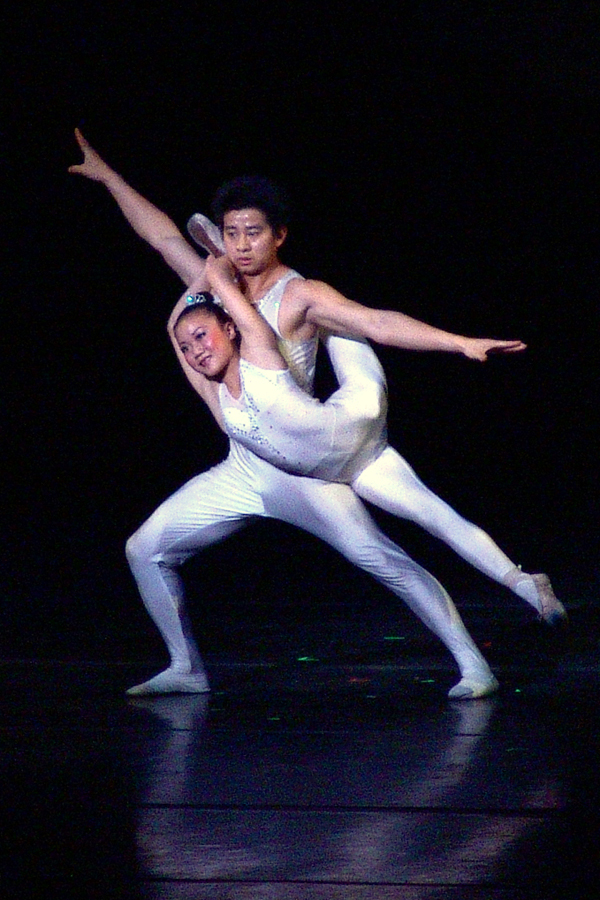
Acróbatas contorsionistas
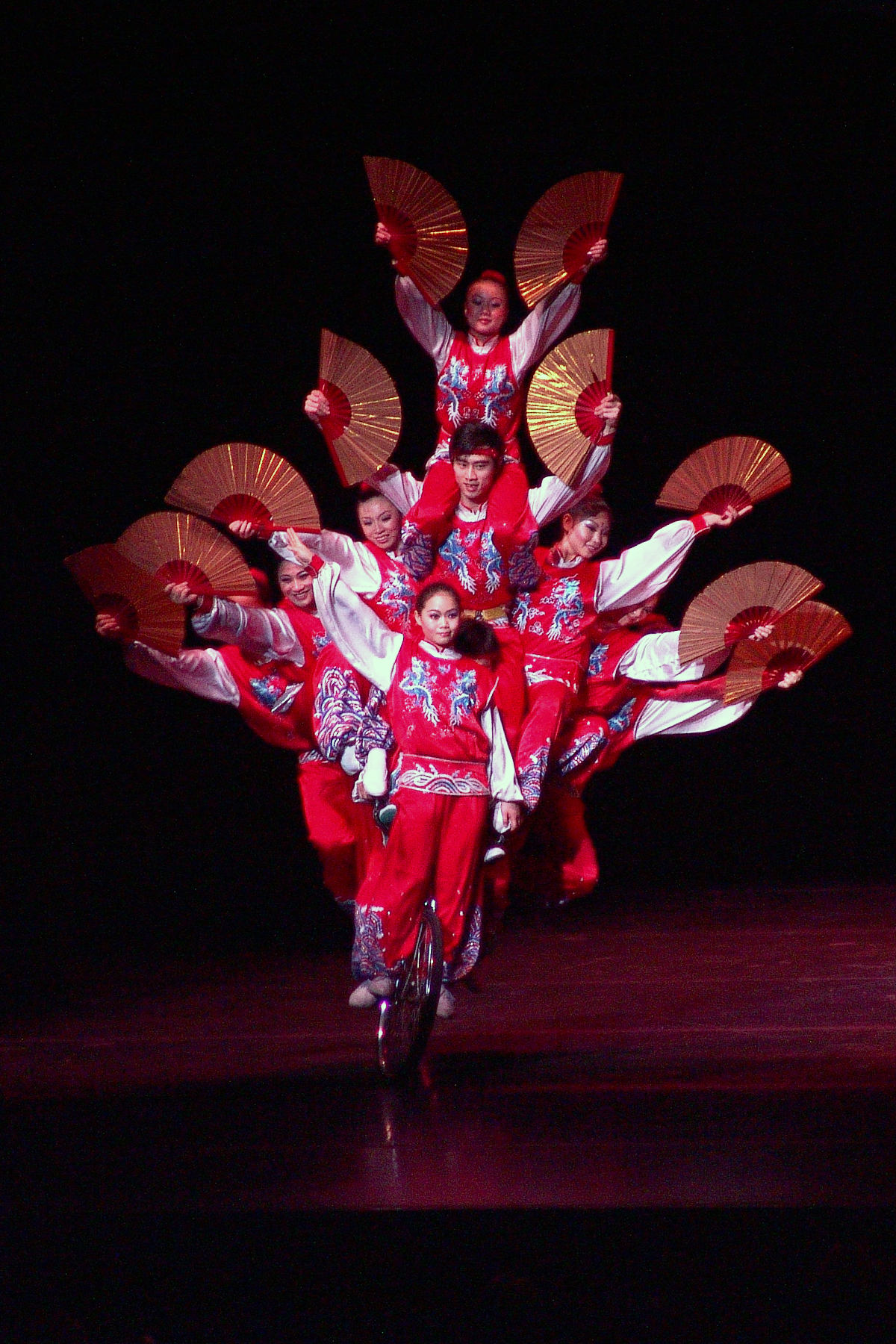
Acto de equilibrio en bicicleta
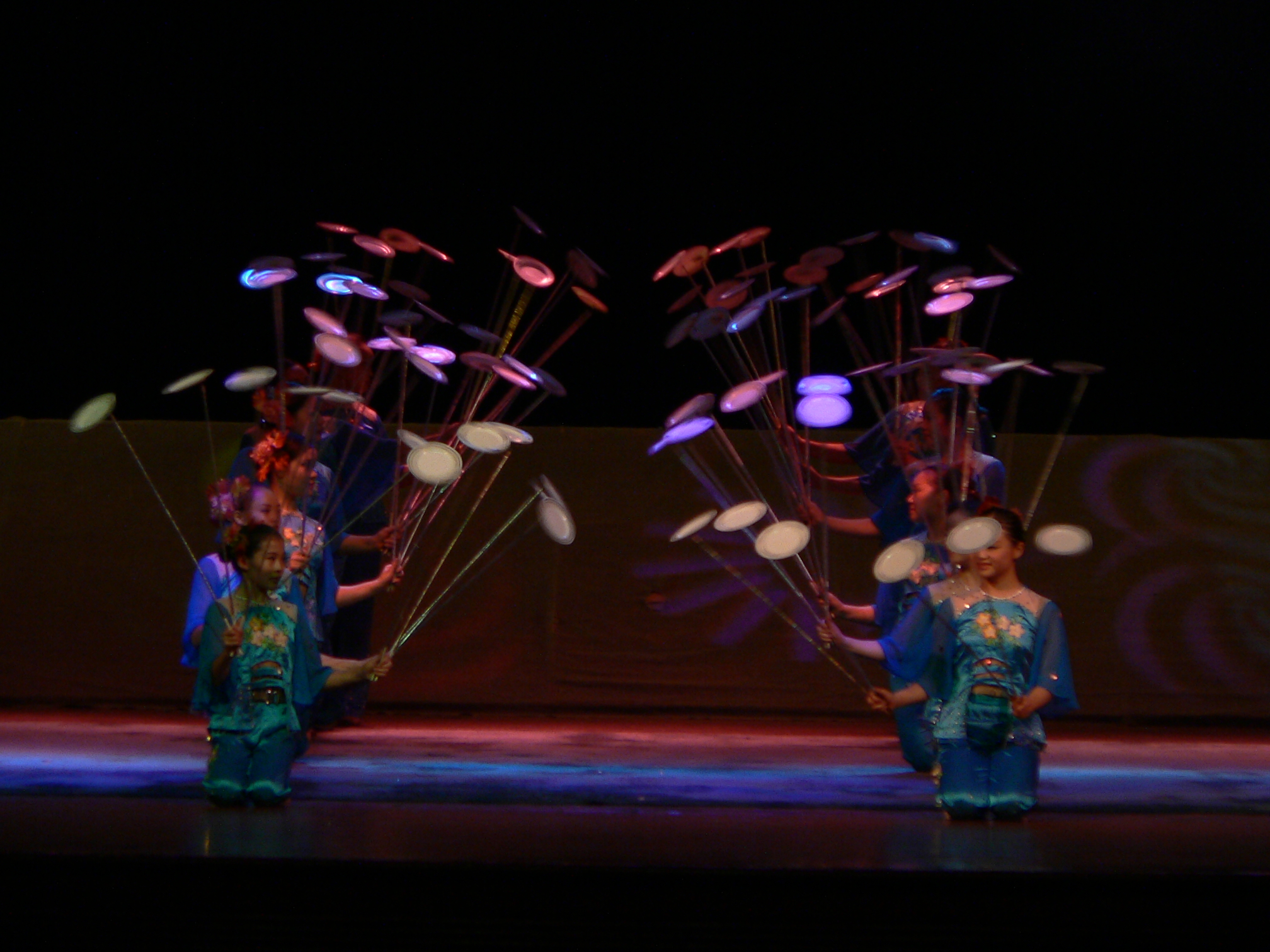
Balnce de platos
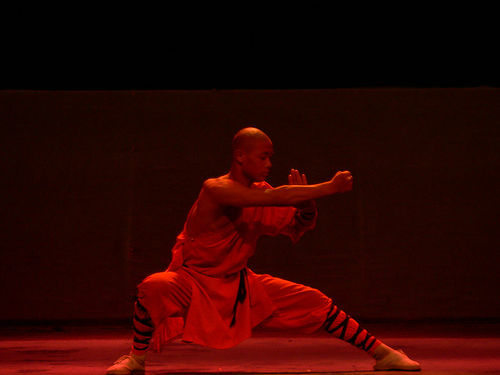
Monje Shaolin
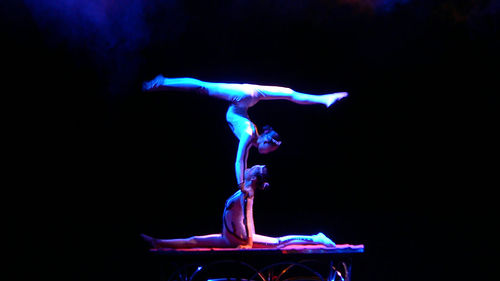
Demostraciones de gimnasaia

## Festivales
- El circo mundial de Shanghái